# رولا حلواني
رولا حلواني (1964) وهى مصورة فوتوغرافية فلسطينية ومُربية، تعيش وتعمل في القدس
ولدت في القدس الشرقية، وحصلت على شهادة البكالوريوس في الفنون في التصوير الفوتوغرافى من جامعة ساسكاتشوان بكندا، ثم حصلت على درجة الماجستير في الفنون من جامعة وستمنستر البريطانية.
عملت رولا قبل توجهّا إلى الفنون البصرية مصورةً صحفية مستقلة مع عدد من الجرائد والمجلات. وهي اليوم مديره قسم التصوير الفوتوغرافى بجامعة بيرزيت الفلسطينية.
حصلت رولا في 2016 على منحة إقامة في مؤسسة كامارغو في كاسى بفرنسا.
عُرضت أعمالها في مجموعة من المعارض في لندن، دبى، روما، بيروت، لدى مؤسسة عبد الحميد شومان بعمان، وبينالى الشارقة، والمتحف القومى للمرأة في الفنون، ومهرجان نوردليخت (بالألمانية: Norderlicht)‏ في ألمانيا، وبوتانيك (بالفرنسية: Le Botanique)‏ في بروكسل، وبينالى بوسان في كوريا الجنوبية، ومعهد العالم العربى في باريس.

## المجموعات
تُعرض بعض أعمال رولا ضمن المقتنيات الدائمة لدى:
- المركز الوطني للفنون والثقافات جورج بومبيدو بـ باريس
- متحف فكتوريا وألبرت بـ لندن
- المتحف البريطانى بـ لندن
- متحف الفنون الجميلة في هيوستن
- مؤسسة خالد شومان بـ عُمان
- مجموعات الـ ناظور بـ ألمانيا[4]